# Saxemara kyrka
 Saxemara kyrka  är en kyrkobyggnad i Saxemara i Lunds stift. Kyrkan tillhör Ronneby församling.

## Kyrkobyggnaden
Kyrkan uppfördes åren 1937–1939 efter ritningar av arkitekt Herbert Kockum. Byggnaden i putsat tegel består av ett rektangulärt långhus med avslutande kor i öster. Tornet är beläget i väster och påminner i sin arkitektur om Heliga Kors kyrka i Ronneby. I norr är sakristian belägen.
Kyrkorummet är försett med en öppen takkonstruktionen med kraftiga tvärbjälkar och böjda strävor. Koret som har ett plant trätak med reliefmönster skiljs från kyrkorummet genom en triumfbåge.

## Inventarier
- Dopfunten är tillverkad 1937 av Fondells stenhuggeri i Bräkne-Hoby efter Kockums ritningar. Den har inskriptionen: JESU I DIN VÅRD VI GE VÅRA BARN, VÅRT GLÄDJEÄMNE Ps. 181. v. 3.
- Altartavlan är utförd av konstnären Olle Hjortzberg 1938 och har som tema: Kristus kallar sina lärjungar. Genom fiskeläget, på vägen från bryggan och båtarna, kommer Frälsaren vandrande. Men inte utspelar sig scenen vid Gennesarets sjö utan vid den blekingska kusten.
- Altarringen, predikstolen och bänkinredning är ritad av kyrkans arkitekt.
- Votivskeppet är en kopia av barkskeppet Ester – ett sjömansarbete tillverkat och skänkt till Saxemara kyrka 1943.
- Brudkrona i förgyllt silver och runt ringen sitter halvädelstenar. Mellan spirorna hänger hjärtformade dekorationer. Den är tillverkad av K. och E. Carlson i Göteborg 1948. På ringen står det inskrivet: Skänkt till Saxemara kyrka av syskonen Pearsson 1949.
- 5 stycken ljusplåtar av mässing tillverkade av Lars Holmström i Arvika.
- 2 stycken vaser skänktes första söndagen i advent 1952 av Saxemara kyrkliga syförening.
- Kanna i ten tillverkad av Knut-Erik Wallberg i Vittsjö.
- Piano tillverkat av J.O. Baumgardts pianofabrik.

### Orgel
Orgeln är byggd av 1947 av A. Mårtenssons Orgelfabrik AB, Lund och har 14 stämmor. Orgeln är pneumatisk och har en fri kombination, fasta kombinationer samt automatisk pedalväxling.
Disposition:
| Huvudverk (I) C-g3 | Svällverk (II) C-g3 | Pedalverk (P) C-f1 | Koppel   |
| Principal 8'       | Rörflöjt 8'         | Subbas 16'         | I/P      |
| Gedackt 8'         | Salicional 8'       | Oktavbas 8'        | II/P     |
| Oktava 4'          | Principal 4'        | Koralbas 4'        | II/I     |
| Oktava 2'          | Nasard 2 2⁄3'       |                    | II 4'/P  |
| Mixtur 3-4 ch.     | Schwegel 2'         |                    | II 16'/I |
|                    | Ters 1 3⁄5'         |                    | II 4'/I  |

## Galleri

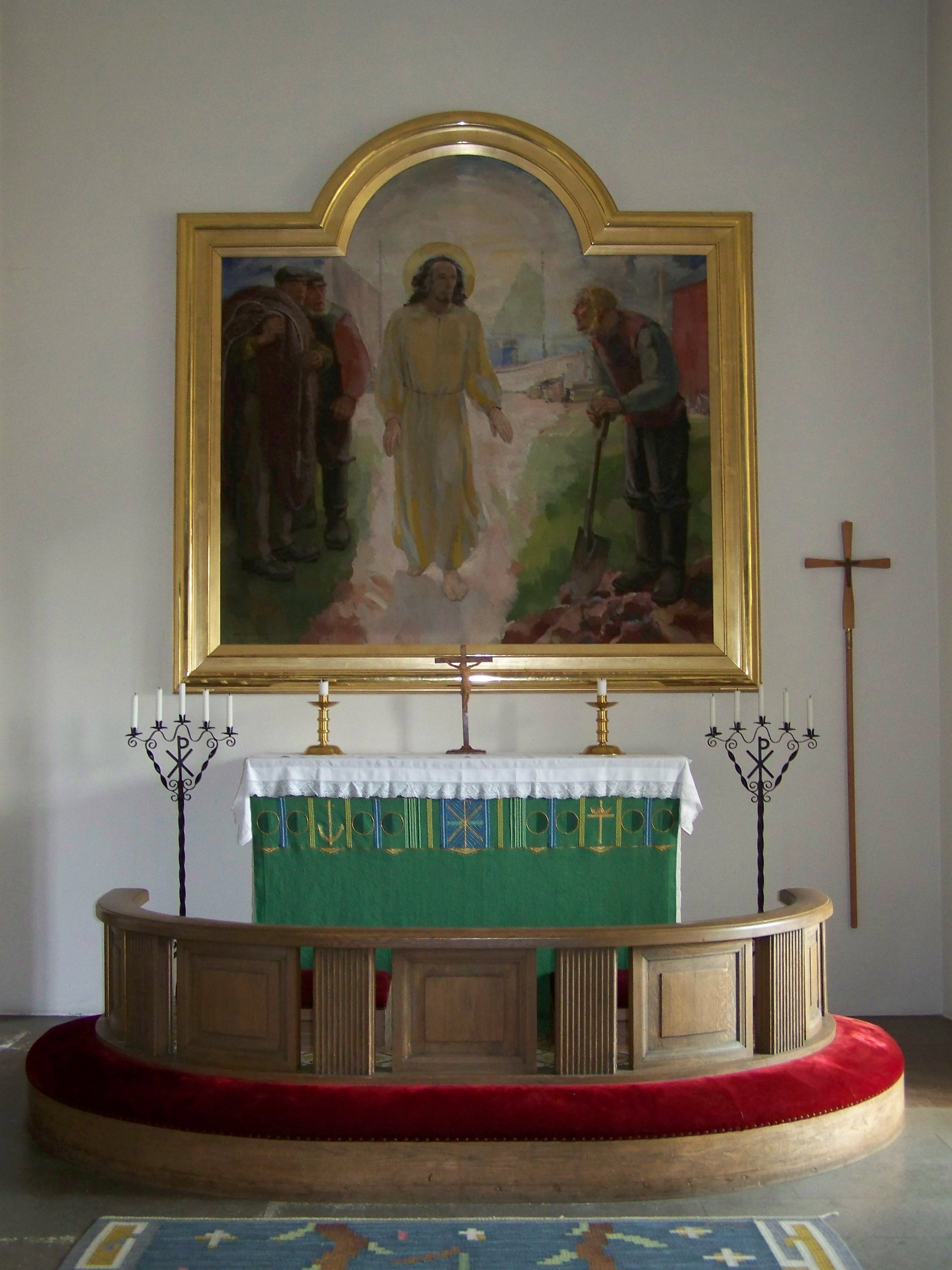
Hjortzbergs altartavla. Kristus kallar lärjungar.
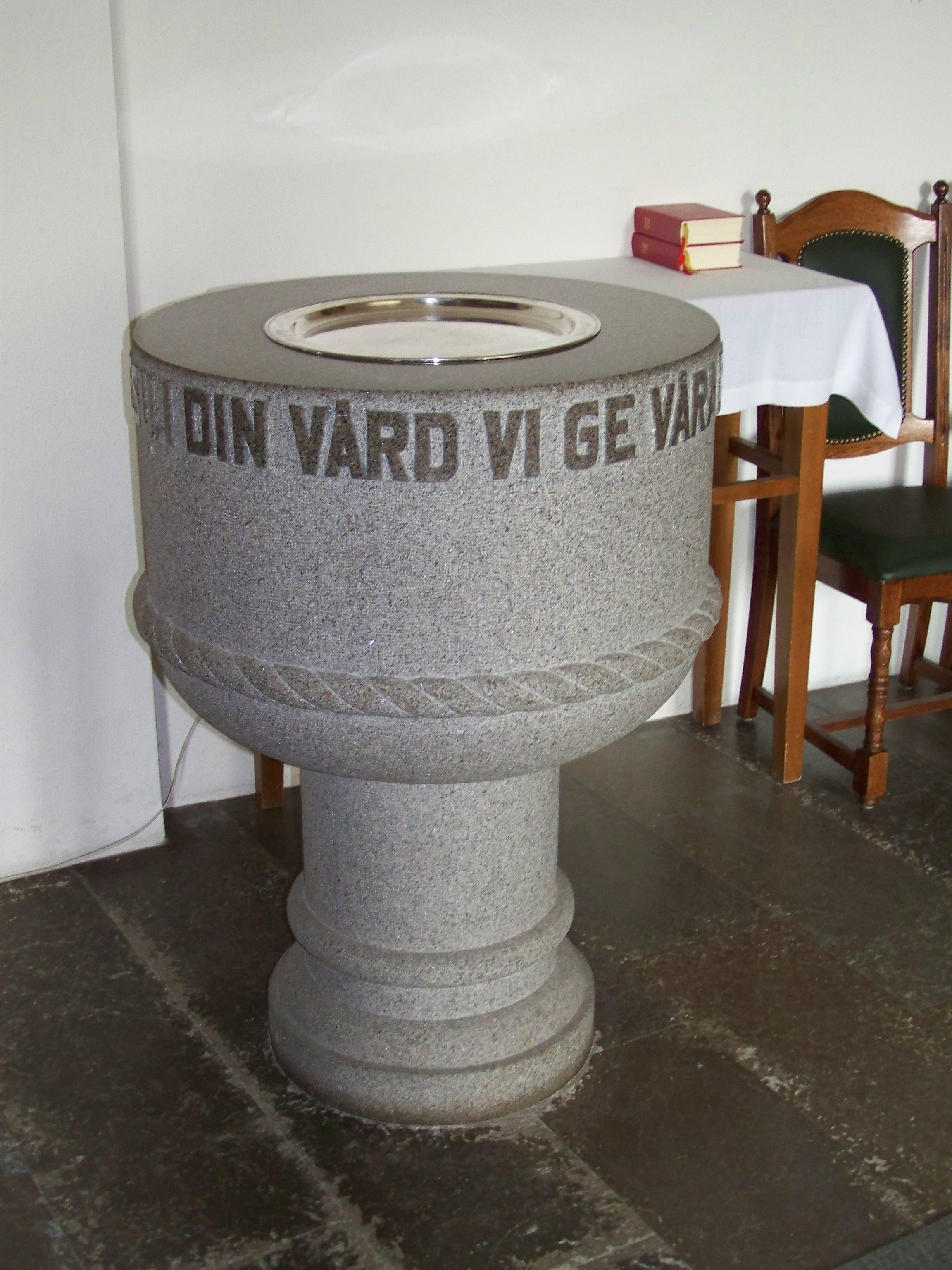
Dopfunten.
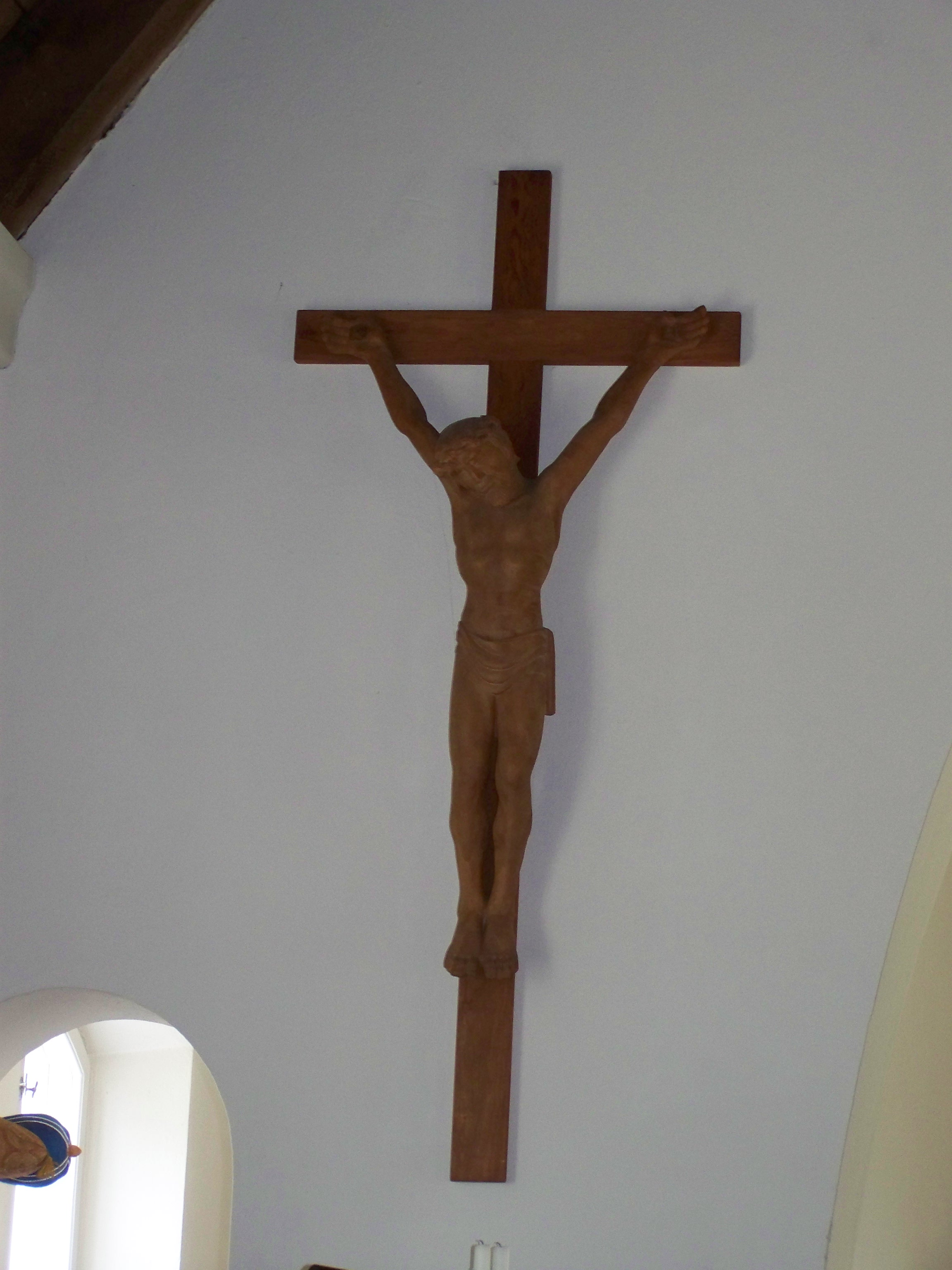
Krucifix.
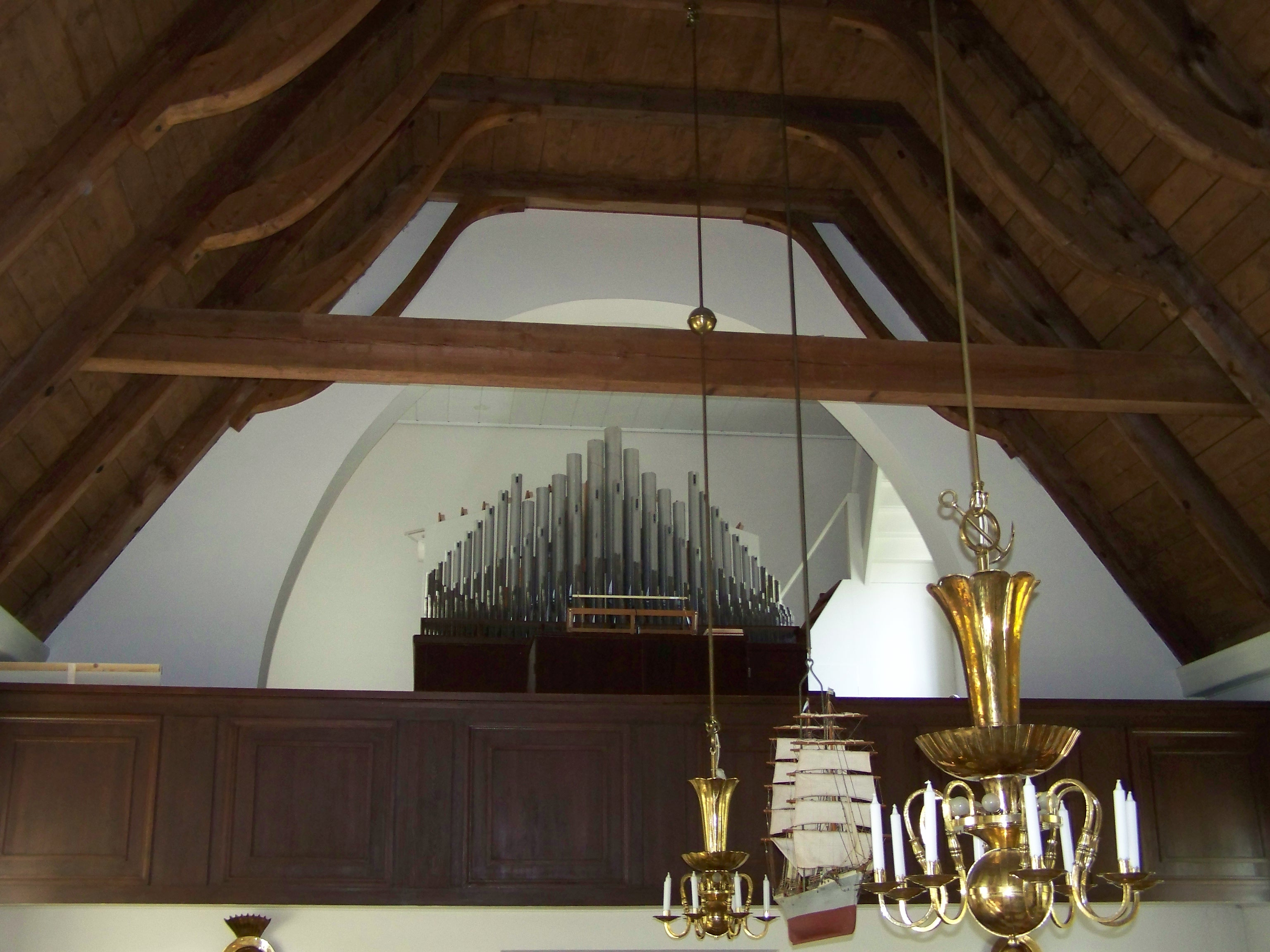
Orgelläktaren.